# Нижньоорельська волость
Нижньоорельська волость — адміністративно-територіальна одиниця Зміївського повіту Харківської губернії.
На 1862 рік до складу волості входили:
- поселення Нижня Орель (Лигівка);
- поселення Мотузівка;

Найбільші поселення волості станом на 1914 рік:
- слобода Лигівка — 4229 мешканців.
- слобода Мотузівка — 4022 мешканці.

Старшиною волості був Тимченко Андрій Олексійович, волосним писарем — Сячин Михайло Григорович, головою волосного суду — Захаренко Іван Юхимович.